# Laurent Lamothe
Pour les articles homonymes, voir Lamothe.
Laurent Lamothe, né le 14 août 1972 à Port-au-Prince, est un homme d'État haïtien qui fut Premier ministre du 16 mai 2012 au 14 décembre 2014.
Après Ariel Henry, il est le chef du gouvernement à la plus importante longévité au pouvoir.

## Jeunesse

### Famille et origines
Il est le fils d’une artiste-peintre haïtienne, Ghislaine Fortuney Lamothe et de Louis G. Lamothe, un docteur en littérature espagnole qui fonda «Lope de Vega», un institut de formation en langues vivantes.
Entre 2013 et 2015, il est en couple avec le mannequin Petra Němcová.

### Études
Il obtient son baccalauréat à l’âge de 19 ans à la Union School de Port au Prince.
Il est admis à l’Université Barry de Miami où il obtient sa licence en Sciences politiques, puis à l’université Saint Thomas où il obtient  en 1996  son diplôme de deuxième cycle universitaire : une maîtrise en gestion des affaires avec mention honorable.
Tennisman de haut niveau, Laurent Lamothe représente les couleurs de son pays à la Coupe Davis 1994 et 1995.

## Carrière

### Entrepreneur
En 1998, alors âgé de 26 ans, il co-fonde la société Global Voice Group avec son partenaire Patrice Baker. La société se spécialise dans la gestion et régulation des télécommunications et connait un rapide développement à l’international, notamment en Afrique. Le groupe est aujourd’hui basé au Cap en Afrique du Sud.

### Débuts en politique
En juillet 2011, Laurent Lamothe devient membre de la commission intérimaire pour la reconstruction d'Haïti (CIRH), chargé de faire la promotion des projets de son pays auprès d’investisseurs étrangers. Depuis septembre 2011, il copréside aux côtés de Bill Clinton le conseil consultatif présidentiel sur le développement économique et l’Investissement en Haïti, un conseil également constitué d’Álvaro Uribe, Wyclef Jean, Michaëlle Jean, José María Aznar, Percival James Patterson et Denis O'Brien.
En août 2011, Laurent Lamothe est nommé conseiller spécial du président haïtien Michel Martelly, chargé des dossiers sur les questions d’investissements et de développement socio-économique.
En octobre 2011, il est nommé ministre des Affaires étrangères et des Cultes. Pour éviter tout conflit d'intérêts, Laurent Lamothe démissionne de ses entreprises et se considère comme un ancien homme d'affaires.

## Premier ministre

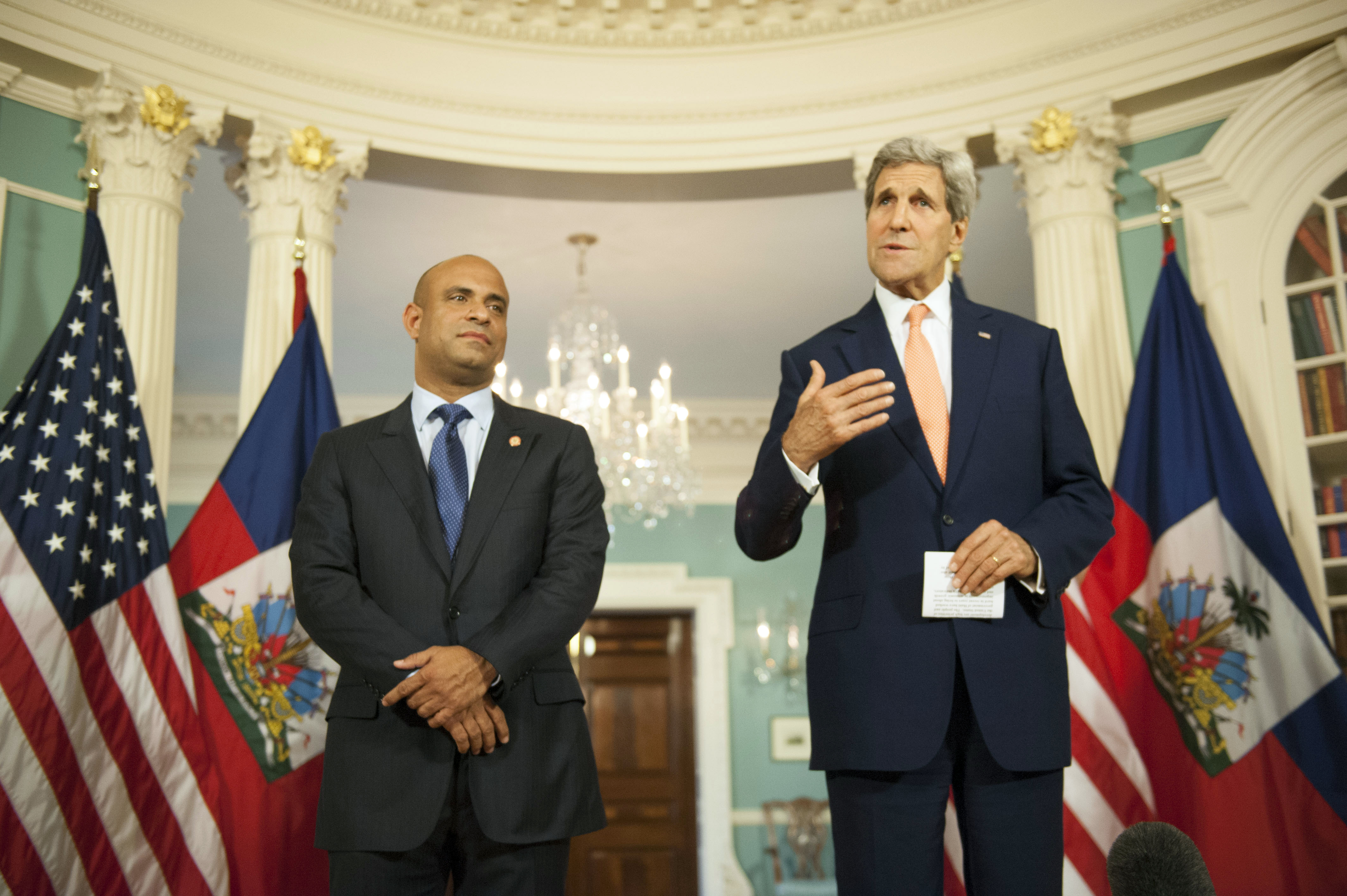
Laurent Lamothe et le secrétaire d'État américain John Kerry.

Après la démission de Garry Conille, Laurent Lamothe est désigné le 1er mars 2012 au poste de Premier ministre par le président Martelly. La désignation de Laurent Lamothe comme Premier ministre est finalement approuvée le 10 avril 2012 au Sénat par 19 voix sur 29 (3 contre, 7 abstentions). Il est officiellement investi le 16 mai 2012.
Lors de ce mandat, le gouvernement, dont l’objectif est de reconstruire le pays à la suite des séismes de 2010, réalise plusieurs opérations de grande envergure : un programme d’exemption de frais scolaires qui permet la scolarisation de 1,2 million d’enfants, la reconstruction d’une dizaine d’établissements scolaires, le réaménagement de l’aéroport international de Port-au-Prince, la construction d’infrastructures sportives(27 stades presumé) dans tous les départements du pays, et la création de plusieurs milliers d’emploi. Au début de 2014, plus de 90 % des personnes dormant sous une tente à la suite des séismes de 2010 ont retrouvé un logement.
En juillet 2013, le gouvernement annonce le lancement du programme PetroCaribe en partenariat avec le Venezuela, dont le principe consiste à échanger du pétrole vénézuélien contre des produits issus de l’agriculture haïtienne. En tant que premier ministre, Laurent Lamothe cherche également à développer des coopérations bilatérales avec les pays du continent africain.

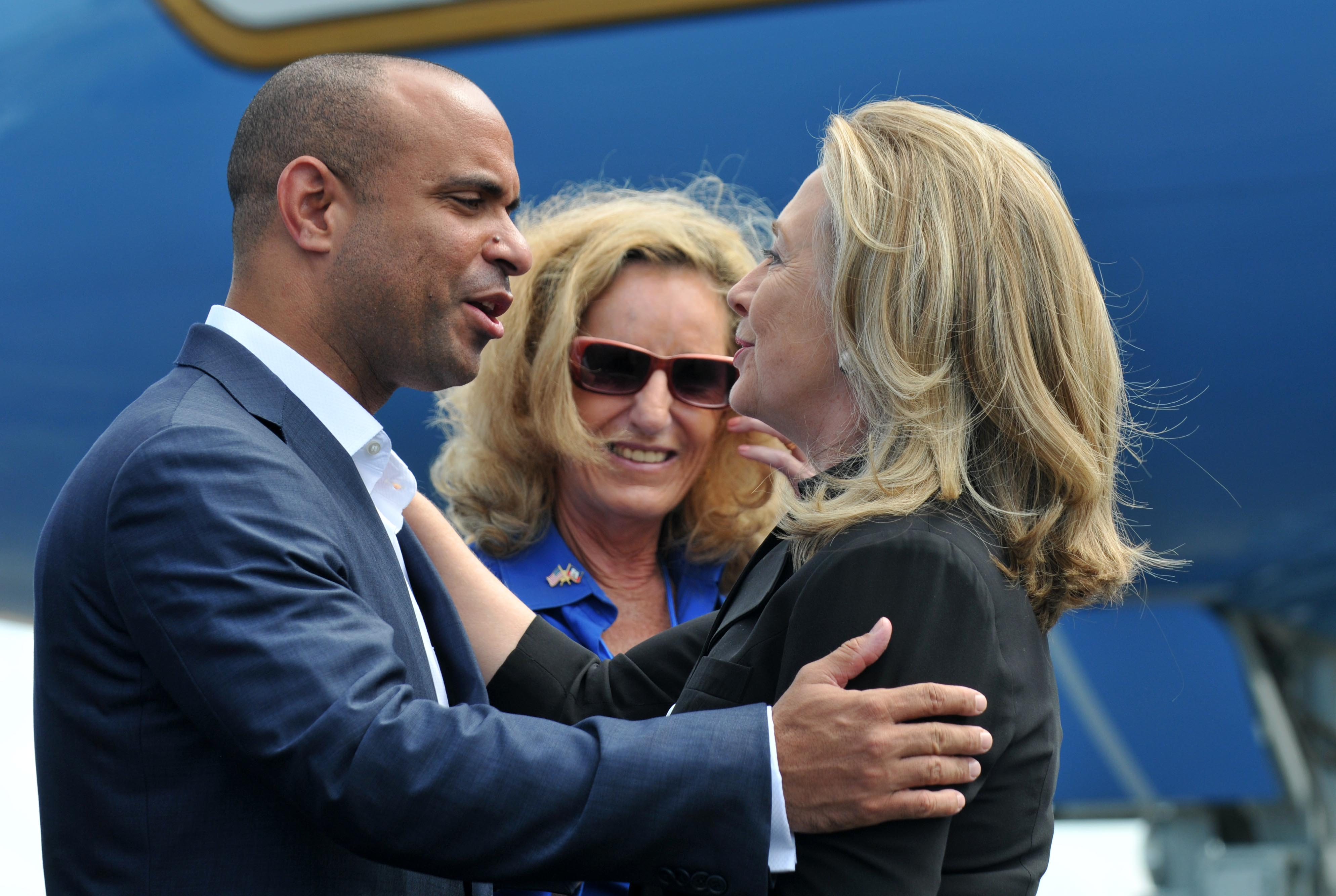
Laurent Lamothe et Hillary Clinton.

En septembre 2013, le gouvernement Lamothe met en place un programme de démocratie participative, le « Gouvenman an lakay ou » (« le gouvernement chez vous »), dans lequel les membres du gouvernement se déplacent à tour de rôle dans les différents départements du pays et s’engagent sur des actions concrètes à la suite d'échanges publics.
En avril 2014, le gouvernement Lamothe procède à son plus grand remaniement ministériel avec l’arrivée de 10 nouveaux ministres, dont 9 femmes. À cette occasion, la ministre de l’économie et des finances Marie Carmelle Jean-Marie, qui avait claqué la porte du ministère un an auparavant, revient occuper son poste resté vacant. Ce remaniement ministériel, le troisième du gouvernement Lamothe, s’inscrit dans l’application de l’accord d’El Rancho qui vise à renforcer la cohésion nationale.
Avec l’appui de la Banque mondiale et du FMI, le gouvernement Lamothe présente en juin 2014 un programme d’investissement sur trois ans, dont l’objectif est de faire d’Haïti, d’ici 2030, un pays émergent.
Laurent Lamothe a reçu 7 novembre 2014 le prix du leader le plus innovant de l'Amérique latine.
Pour des raisons personnelles, il présente sa démission le 14 décembre 2014 au président Michel Martelly.
Laurent Lamothe aura été le Premier ministre à demeurer en fonction le plus longtemps de toute l'histoire de la République d'Haïti.

## Entreprise et fondation
En juillet 2015, il fonde LSL World Initiative (LSL), une organisation mondiale spécialisée dans le financement innovant pour le développement et dédiée à l'autonomisation socio-économique des pays émergents.
En décembre 2015, il crée la Fondation Louis G. Lamothe, en l'honneur et à la mémoire de son père, Louis G. Lamothe. La Fondation se concentre sur l'entrepreneuriat social et inclusif, et un « think tank » est chargé de travailler sur les stratégies qui aideront Haïti à atteindre le statut de pays émergent d'ici à 2041. Sous la direction de Laurent Lamothe, la Fondation Dr Louis G. Lamothe travaille en 2016 à Anse du Clerc, afin d'aider la ville à se remettre des dégâts causés par l'ouragan Matthew.  L'objectif de la Fondation est de réhabiliter le village de pêcheurs et d'en relancer l’activité économique, notamment en réparant les maisons endommagées et en facilitant l’acquisition de matériel de pêche. La fondation prévoit également de mettre diverses semences agricoles à la disposition des agriculteurs.
En 2016, Laurent Lamothe se voit décerner le prix ABiCC de 2016 pour le leadership dans le commerce mondial par les quarante Chambres de commerce binationales de Floride, pour son travail en tant qu'entrepreneur, par le biais duquel il a aidé les gouvernements de pays en développement à réglementer et à mondialiser leur secteurs des télécommunications et des TIC, ce qui a permis à ces pays d'améliorer leur compétitivité et leur viabilité économique.
À titre d’invité d’honneur au Transform Africa Summit de 2017, M. Lamothe a partagé sa vision des choses concernant la valeur des technologies Blockchain et de l’Internet des objets. Durant le Forum économique mondial de 2018, Laurent Lamothe a également parlé de Blockchain, décrivant le potentiel de cette technologie à renforcer la continuité et la résilience des gouvernements.
Laurent Lamothe a été invité à participer, en tant qu’orateur, au Forum économique de Berlin, tenu dans la capitale allemande du 6 au 11 mars 2018.
En octobre 2021, son nom est cité dans les Pandora Papers.

## Controverses

### Paradis fiscaux
En octobre 2021, Laurent Salvador Lamothe est cité dans les Pandora Papers sur les actifs détenus dans les paradis fiscaux

## Prix et récompenses
- Entrepreneur de l’année, Ernst & Young Awards (2008)[2].
- Leader le plus innovant de l'Amérique latine, Bravo Awards.

### Articles liés
- Michel Martelly
- Premier ministre d'Haïti